# 爸爸去哪儿2 (电影)
《爸爸去哪兒2》（英語：Where Are We Going? Dad Ⅱ），又名《爸爸去哪兒2大電影》，是一部2015年中國大陸的真人秀電影，電影的內容和電視版爸爸去哪兒的內容一樣是以完成任務為主，電影講述了四组明星家庭将接到一个神秘的邀請去斐濟塔韋烏尼島，要在影片中完成终极任务。本電影於2015年2月19日在中國大陸公映。

## 參演人員
本電影的參演人員皆是《爸爸去哪兒第二季》的原班人马。(吴镇宇和Feynman并未参加，括號為TVB粵語配音)
- 陆毅、陆雨萱（贝儿）
- 黄磊、黄忆慈（多多）
- 曹格（鄧燦陽）、曹华恩（Grace）、曹三丰（Joe）
- 杨威、杨文昌（杨阳洋）
- 李銳 飾 村長

## 製作

### 剧情简介
《爸爸去哪儿2》四组星爸萌娃原班人马即将整装待发，而这一次“终极任务”的目的地，将是风光旖旎的太平洋岛国——斐济，然而等待大家想不到的是，刚一到斐济上空，一个个不可思议的任务与挑战就开始了，经历了高空跳伞、荒岛生存般艰苦的两天一夜，最后顺利完成了各种任务与挑战的故事。

### 幕后花絮
1. 姐姐Grace在几位萌娃中年龄最小，在与其他几位宝贝们在一起时，经常是被照顾的一个。[1]
2. 在《爸爸去哪儿》以往的节目中，从未有过出征海岛的旅行，这一次斐济之旅，是爸爸和孩子们一次拥抱大海的全新体验。[2]
3. 在老爸们上天入海迎接升级挑战的同时，萌娃则迅速与斐济小朋友耍成一片，在沙滩捡拾贝壳，尽情嬉闹。宝贝们在这趟旅程中不仅享受到父爱亲情，更收获了来自异国的珍贵友情。	[2]
4. 斐济国家旅游部长在《爸爸去哪儿2》首映式上表示电影把斐济拍得很美，相信能带动斐济当地的旅游和就业，并希望有更多的中国电影能来斐济拍摄。[3]
5. 宝贝们在斐济之旅中体验海岛大冒险，冒险途中也奇遇了各种“动物伙伴“，多多就碰到了大鲨鱼，赶紧做出了禁声状。[4]
6. 在录制插曲《么么哒》MV过程中，黄磊和多多、陆毅和贝儿、曹格和Grace父女大玩亲亲，男孩子虽然较之女孩子情感更为内敛，但借由《么么哒》这首歌也将对爸爸的爱传递出来了。
7. 在《爸爸去哪儿2》发布会上，杨阳洋为多多提前送上生日礼物白纱裙，令多多感动得泪洒现场，并回赠杨阳洋巨型绵羊公仔，让杨阳洋心爱不已。[5]
8. 古巨基为了录制《像朋友一样》这首电影插曲，已经连续几天几夜不眠不休，但是因为他非常喜欢小孩子，所以献声插曲感到非常开心。

### 歌曲
- 主题曲《么么哒》
- 作词：吴梦知
- 作曲：钱雷
- 演唱：黄磊、多多、曹格、Joe、Grace、杨威、杨阳洋、陆毅、贝儿
- 插曲《像朋友一样》
- 作词：吴向飞
- 作曲：刘大江
- 演唱：古巨基

## 反響

### 票房
2015年2月19日电影上映，首日便斩获5000万票房。2月22日，影片票房突破亿元大关，最终影片总票房为2.248亿元。

### 評價

#### 讚譽
《爸爸去哪儿2大电影》作为春节档合家欢影片，充分展现了“热闹、喜庆、年味儿足”的特点。影片延续了节目中亲子温情的情感线，而且影片中的美好回忆是最动人的，也唤起观众对父爱的关注和感动。萌娃们的种种表现都是自然状态下的真情流露，没有表演的痕迹，也没有台词的设定，这种呈现出来的状态最为真实，也最打动人。（新浪娱乐评）
《爸爸去哪儿2》制作方在制作的精良度与资金投入方面，明显比第一部要强化不少，情景设置更是上天入海，而且能给观众制造以假乱真的影像，又能通过其形式与内容，让观众真切感受到自己是被一个真实的事件包围与影响。 （羊城晚报评）

#### 負面評論
《爸爸去哪儿》这类节目，吸睛的首要因素是爸爸的人气指数。虽然《爸爸2》演员+歌手+运动员的人物配置参考了上季嘉宾的模式，但阵容上明显不如《爸爸1》。而且《爸爸2》在拍摄地的选择、环节设计上，为真人秀的拍摄提供了案例，但极致的生存环境也少了点人情味。 （沈阳日报评）

## 宣传活动
| 播出時間      | 活動           | 出席演員                               |
| ------------- | -------------- | -------------------------------------- |
| 2015年2月14日 | 《快樂大本營》 | 黄磊父女、陆毅父女、杨威父子、曹格父女 |

## 獎項
- 第七届金扫帚奖颁奖典礼 最令人失望中小成本影片
- 第11屆金話梅電影選舉 最烂两岸华语电影
- 2015年度中国控烟协会无烟影视奖[10]

## 外部連結
| 中国大陆 湖南卫视 星期六 22:00－00:00 |
| ------------------------------------- |
| 爸爸去哪儿2大电影 2015年4月11日       |

## 電視節目的變遷
| 香港無綫電視翡翠台 星期日影院 星期日13:15-15:25，星期一凌晨重播 | 香港無綫電視翡翠台 星期日影院 星期日13:15-15:25，星期一凌晨重播 | 香港無綫電視翡翠台 星期日影院 星期日13:15-15:25，星期一凌晨重播 |
| --------------------------------------------------------------- | --------------------------------------------------------------- | --------------------------------------------------------------- |
|                                                                 | 爸爸去哪兒2大電影 （2020年3月29日）                             |                                                                 |
| 爸爸去哪兒大電影 （2020年3月22日）                              | 金枝玉葉2 （2020年4月5日）                                      |                                                                 |